# Maria Eugénia Nunes de Matos
Maria Eugénia Nunes de Matos  (1923 – 2011) foi uma empresária conhecida por ter sido uma das maiores impulsionadoras da exploração de ardósia em Valongo.

## Biografia
Maria Eugénia nasceu em 1923 numa família da elite do Porto. Educada inicialmente para ser mãe, não teve formação empresarial formal. Ainda jovem, mostrou-se autodidata, aprendendo a ler sozinha e acabando por dominar várias línguas, incluindo alemão, inglês, italiano e francês. Com o curso de piano do Conservatório de Música do Porto e o sétimo ano no Colégio de Nossa Senhora do Rosário concluídos, sonha seguir Medicina, mas o pai, David Ribeiro da Silva, não considerou apropriado que a filha continuasse a estudar. Casa aos 24 anos com o empresário Manuel Nunes de Matos, tendo o primeiro filho, Rui, em 1949, Eugénia em 1950, depois Benedita em 1953, Teresa em 1954 e Ana Isabel dois anos mais tarde.
Maria Eugénia entrou no mundo dos negócios após a morte do seu marido, Manuel Nunes de Matos, em 1961, dedicando-se à distribuição de bebidas numa empresa herdada do marido. Em 1982, Maria Eugénia comprou a Empresa das Lousas de Valongo (ELV), que estava à beira da falência e enfrentava greves. Com uma estratégia de negociação inteligente, ela revitalizou a empresa e tornou-a lucrativa. Sob a sua direção, a ELV modernizou a produção, mecanizando processos e aumentando a eficiência.
Maria Eugénia continuou a expandir as suas operações no setor de ardósia, adquirindo a Companhia Portuguesa de Ardósias (1991), a Sociedade Lousífera do Outeiro (1992) e Fonseca, Costa e Companhia Lda (1995). Essas aquisições consolidaram a sua posição no mercado, dominando uma área significativa de extração em Valongo.
Para além da ardósia, Maria Eugénia também se aventurou na produção de vinho. Herdou a Quinta da Fírvida e comprou a Quinta dos Avidagos, expandindo suas operações vitivinícolas. Produziu vinho do Porto e, posteriormente, vinho de mesa, que é exportado para vários países.
Sendo fumadora frequente, é diagnosticada com cancro aos 82 anos, mas continua a trabalhar ativamente até pouco antes de sua morte em 2011.
Os seus filhos e netos continuam a gerir as empresas de ardósia e as quintas de produção de vinho, mantendo o legado de sucesso empresarial iniciado por Maria Eugénia.